# Contacto

Contacto est un hebdomadaire luxembourgeois en langue portugaise, édité par le groupe de presse Mediahuis Luxembourg (ex-Saint-Paul Luxembourg).

## Les débuts: 1969-1987
Le Contacto fut fondé en janvier 1970 au sein des Amizades Portugal-Luxemburgo (Amitiés Portugal-Luxembourg, APL), notamment sous l'impulsion de deux hommes : Lucien Huss et Carlos de Pina. Courant 1969, l'association avait fait un premier essai avec la diffusion à ses membres d'une feuille polycopié avec des informations pratiques et de news, intitulée « O Imigrante » (L'Immigré), mais l'association constate vite le réel besoin d'un vrai journal en langue portugaise.
Les premières années, le mensuel ne dépasse guère les quatre pages polycopiées et est distribué au Luxembourg aux membres des APL. Après la Révolution des œillets, en 1974, il est imprimé au Portugal (notamment à la Tipográfica de Gouveia).

## La reprise: 1987-1996
En 1987, à la demande des APL, que ne peuvent plus assurer la charge financière de sa publication et diffusion (un petit milliers d'abonnés payants, +- 200 francs/an chaque), le journal est repris par l'Imprimerie Saint-Paul (aujourd'hui groupe Mediahuis Luxembourg, qui publie le plus grand quotidien du pays: le Luxemburger Wort, aussi appelé Wort), qui tout en maintenant sa publication mensuel, modernise son graphisme et son logo. La Rédaction travaille avec un rédacteur à mi-temps et quelques collaborateurs free-lance, qui assurent une régularité entre 16 et 24 pages.

## Le renouveau: depuis 1997
En décembre 1996, un rédacteur à plein temps est engagé (José Correia) et en janvier 1997, le journal commence à paraître tous les quinze jours. Le tirage augmente vers 15 000 exemplaires et presque tous les ménages portugais du Grand-Duché commencent à le recevoir. Gaston Roderes (journaliste au Luxemburger Wort) en est le rédacteur en chef (1995-2002), succédant à Emile Rossler (1987-1995).
En mars 1999, pour faire face à l'apparition d'un concurrent (Correio) édité par Editpress, Contacto devient hebdomadaire et l'équipe est renforcée. Le tirage augmente vers 20 000 exemplaires et s'étend à tous les ménages lusophones (c.à.d., dans le cas précis du Luxembourg, portugais, cap-verdiens, brésiliens et autres).
Le Contacto a depuis 2004 un tirage moyen avoisinant les 24 000 exemplaires, "ce qui en fait l'un des premiers journaux du pays" Le journal a aujourd'hui entre 16 et 32 pages en moyenne, selon les éditions.
En 2005/2006, selon l'Etude Plurimedia TNS Ilres, l'hebdomadaire a un lectorat de 10,7 % de tous les résidents (avec 15 ans et +).
Au départ de Gaston Roderes en retraite, en août 2002, Marc Willière et Armand Thill (LW) sont nommés chargés de Direction auprès du Contacto, et José Correia, responsable de la Rédaction. Il sera nommé rédacteur en chef en mai 2007.
La Rédaction de Contacto est installé au siège de Mediahuis Luxembourg, à Gasperich (Luxembourg-ville). L'équipe compte actuellement 4 journalistes et un secrétaire de Rédaction. Le journal (entre 16 et 32 pages) dispose d'une quarantaine de correspondants free-lance, dont quatre au Portugal.